# Factoría de Ficción
Factoría de Ficción (FDF) es un canal de televisión en abierto español operado por Mediaset España. Sus emisiones regulares comenzaron el 18 de febrero de 2008 bajo el nombre de FDF Telecinco, al sustituir a Telecinco Estrellas, y a los pocos meses, cambió su imagen corporativa modificando la anterior marca a la actual. Cuatro años después del nacimiento del canal, la División Técnica de Mediaset modificó nuevamente la imagen de FDF, adaptándose a los nuevos cambios corporativos del grupo. 
Cabe destacar, entre otras cosas, que el nombre proviene del extinto canal Factoría de Ficción, del cual Gestevisión Telecinco era socio junto a la productora Globomedia y el grupo Antena 3 de Televisión (actual Atresmedia), y que cesó sus emisiones en la plataforma de pago el 30 de junio de 2007.

## Historia
Heredero directo de la antigua Factoría de Ficción, que fue una de las cadenas más vistas en la televisión de pago, el 18 de febrero de 2008 regresó totalmente gratuita al hogar de los espectadores a través de una nueva tecnología (la televisión digital terrestre) y con el valor añadido del sello de ficción del canal. FDF Telecinco ofrecía las mejores series nacionales y extranjeras de la factoría Telecinco, junto a una cuidada selección de títulos cinematográficos.
Durante los siguientes meses continuó con diferentes series hasta que el 11 de mayo de 2009, el grupo Gestevisión Telecinco volvió a reestructurar su oferta en digital con la creación de La Siete en sustitución de Telecinco 2, y la llegada del contenedor infantil Boing a este canal. Entre otras cosas cabe destacar que FDF Telecinco contaba con la reemisión de una batería de series de ficción de mayor audiencia en su cadena madre y que precisamente fueron también las más vistas de esta cadena.
El 25 de julio de 2009, FDF renovó su imagen corporativa, estrenando nueva continuidad y cambiando el antiguo logotipo por una «F» de color verde y un círculo azul oscuro en su lado inferior derecho. También se modificó el nombre pasando a llamarse Factoría de Ficción.
El 1 de agosto de 2011, la familia de canales del grupo compuesta por Factoría de Ficción, Divinity y La Siete, implantaron el sistema de pauta única publicitaria y la oferta de módulos, adoptando un sistema de comercialización mixta bajo el nombre NosoloFDF. Durante la tercera semana de julio, concretamente del 18 al 21 de julio, Publiespaña implantó el sistema conjunto de publicidad en la familia de canales en modo de pruebas. Aun así, esta no es la primera vez que el grupo adopta la pauta única, ya que en julio de 2010, Mediaset España realizaba los mismos cortes publicitarios en sus tres cadenas temáticas de entonces: Telecinco, Factoría de Ficción y La Siete.
El 9 de enero de 2012, la empresa gestora de publicidad de Mediaset (Publiespaña) reordenó su estrategia del sistema de pauta única en la familia de canales compuesta por Factoría de Ficción y La Siete y así continuar por su parte emitiendo su publicidad en paralelo, como llevan haciendo desde agosto de 2011 en el paquete NosoloFDF. Por otro lado, el 2 de enero de 2013 el canal Nueve se unió al bloque publicitario de sus canales hermanos Factoría de Ficción y La Siete.
El 6 de febrero del mismo año, la División Técnica de Mediaset España renovó la imagen corporativa del canal, estrenando nueva continuidad y cortinillas y desapareciendo el antiguo logotipo por una esfera de color verde con una “F” mayúscula y en cursiva de color blanco en el centro. Además, sus canales hermanos Telecinco y La Siete, también modificaron su imagen utilizando la misma pero con distinto color.
El 11 de mayo del mismo año, el canal temático de ficción de Mediaset España empató por primera vez con una cadena generalista, en este caso con La Sexta, promediando un 2,8% de cuota de pantalla diaria y quedando por delante de esta última. Sin embargo, Neox su principal competidor y canal del grupo Antena 3, anotó ese día un 3,3% gracias, en parte, a su contenedor cinematográfico que emitió en prime time. Por otro lado, el 3 de agosto del mismo año, FDF volvió a empatar en cuota de pantalla del día con la cadena verde de Mediapro, marcando ambas un 4,0% de cuota de pantalla.
En junio del mismo año, Factoría de Ficción se proclamó líder de la TDT con una cuota del 3,0%, superando así a su gran competidor Neox por medio punto más, y un mes después, confirmó el éxito del canal al subir 4 décimas respecto a junio y superar nuevamente a su competidor en 6 décimas. Por otro lado, en el mes de julio, el cómico Leo Harlem protagonizó en FDF una nueva campaña de autopromociones centrada en el humor.
El 19 de julio del mismo año, Factoría de Ficción dedicó en su prime time a dos especiales de la comedia La que se avecina, titulados “El ‘breaking’ of” y “The very best of Montepinar”. El primero, un making-of sobre la serie, y después, las mejores tomas falsas del rodaje emitidas a lo largo de últimas temporadas. Por otro lado, cabe destacar que los especiales de la serie emitidos ese día, marcaron un nuevo récord en la cadena de Mediaset España al otorgar el mejor prime time de la historia. Ambos programas reunieron entre 670 mil y 720.000 espectadores y congregaron a más del 4,5% y el 5,5% de la audiencia.
El 9 de agosto de 2014, Factoría de Ficción anotó y batió su récord histórico con una cuota del 5,5% impulsado por la emisión de La que se avecina, Aída y Mentes criminales.
En el fin de semana del 17 al 18 de diciembre de 2022 se emitió un evento de programación especial llamado SuperHero Weekend donde se emitieron las series The Flash y Arrow y por las noche películas como Spider-Man 3. Durante una semana las series pasaron a ocupar las mañanas de la cadena que antes emitía la serie Aída. Al final, por el decimoctavo volvió a la parrilla de la cadena por la mañana y las series superheroícas pasaron al fin de semana. 
El 14 de febrero de 2024 a las 1:33 AM, inició sus emisiones en HD, siendo obligado por el Real Decreto 16/2023, de 17 de enero, el cual forzaba a todos los canales de la TDT en emitir en alta definición. Horas más tarde, se incluyeron las siglas a la mosca de manera temporal.

## Programación
La programación del canal está especialmente dirigida a un público joven y urbano, con una oferta diaria en series de ficción nacional y extranjera, así como en la emisión de cine. Cuenta además con formatos de producción propia con grandes éxitos en el país.
Actualmente la parrilla de Factoría de Ficción, la complementan importantes series extranjeras que han tenido gran repercusión en el país y entre ellas destacan producciones como: Friends, Cheers, Todo el mundo odia a Chris, Reglas de compromiso, Castle, las tres versiones de CSI, Mentes criminales, Conducta sospechosa, Psych o Uno para todas, si bien desde la existencia del canal se han ido emitiendo otro tipo de ficciones de diferentes géneros como Cosas de casa, Los problemas crecen, Primos lejanos, Cazatesoros, Padres forzosos, Medium, Urgencias, Entre fantasmas, NCIS: Los Ángeles, Caso abierto, House, Spartacus, Hawái 5.0, The Defenders, Monk, The Closer, Terapia de choque, Perdidos, Ladrón de Guante Blanco, Falling Skies, Sensación de vivir, The Kill Point, Homeland o New Girl, entre otras. Entre los programas o series de ficción nacional que se han emitido, destacan Aída, La que se avecina, Anclados, Los Serrano, Camera Café, Gym Tony, Gym Tony LC, Chiringuito de Pepe, La noche de José Mota, 7 vidas, Ella es tu padre, Señoras del (h)AMPA, Hospital Central, La Fuga, Escenas de matrimonio, Tierra de lobos y la emisión en exclusiva de la cuarta temporada de La pecera de Eva.
En 2009, se reponían los capítulos del MIR de las dos temporadas, hasta los siete capítulos inéditos en televisión, emitidos en telecinco.es
A finales de febrero de 2012, los directivos de FDF apostaron por las comedias españolas y emitió en su primera entrega la película “El otro lado de la cama” en el prime time del martes 21 de ese mes. Desde entonces, cada semana se programó un ciclo de películas nacionales bajo el contenedor «Cine Anticrisis» como “Isi & Disi, alto voltaje”, “Crimen ferpecto”, “Salir pitando”, “Los Mánagers”, además del estreno en abierto de la película “Café solo o con ellas”, entre otras. Finalmente, y tras acabar con las emisiones del bucle cinematográfico, el canal volvió a su programación habitual.
Con motivo de la programación veraniega del canal en 2012, el grupo Mediaset España quiso reforzar su oferta con la adquisición de varias comedias y series de humor, entre ellas, la exitosa serie estadounidense, New Girl. Además, contó también con otras dos sitcoms del mismo género como Uno para todas y Colgados en Filadelfia y una española: Al rescate, conocida sección de sketches por su emisión en la cadena ETB 2. Por otro lado el canal emitió por primera vez y en exclusiva el making-of de La que se avecina titulado “El Breaking of” y las mejores tomas falsas del rodaje de la comedia.
En el mes de septiembre, antes del esperado regreso de la sexta temporada de La que se avecina a Telecinco, el canal de ficción de Mediaset España programó una semana de especiales titulado “La semana fanática de La que se avecina” dedicado —en parte— a los fanes de la serie, donde contó con una selección de los mejores episodios de la comedia siendo presentados por los actores, con imágenes inéditas y curiosidades sobre el rodaje. Por otro lado, dichos especiales fueron los más vistos del canal e incluso otorgó a la cadena grandes registros de audiencia, alcanzando cuotas de entre el 7-11% de cuota de pantalla. Destacar también que FDF batió su récord histórico con una cuota del 4,5% impulsado por dichos especiales de la semana dedicada a la serie.
En diciembre de 2012, Factoría de Ficción adquirió los derechos de las series tituladas ¡Vaya vecinos! y Papá Canguro.
En marzo de 2013, FDF estreno una serie para el canal, se trató de I+B que la protagonizaba el dúo andaluz de La noche de José Mota.
En abril de 2014, obtuvo los derechos de emisión del programa de monólogos Central de cómicos, emitido en el canal de pago Comedy Central, para emitirlo en abierto en exclusiva. En verano del mismo año, la cadena adquirió también los derechos de Euskadi Movie, el programa de ETB desarrollado por los creadores de Vaya semanita.
En febrero de 2019, se estrenó el programa de zapping Safari, a la caza de la tele, presentado por Irene Junquera y Nacho García, espacio que finalizaría sus emisiones dos meses después.
En junio de 2019, se estrenó el programa de zapping ¡Toma salami!, presentado por Javier Capitán.
A finales de julio de 2020 se estrenó el programa de Aragón TV, Oregón TV. Dejó de emitirse meses después debido a sus bajos datos de audiencia.
En 2021 se estrenó una serie llamada Fuera de serie protagonizada por Pablo Chiapella donde hace una autoparodia de su vida artística y personal.
El 18 de diciembre de 2022 empezó a emitir por las mañanas las series de The Flash y Arrow.

## Imagen corporativa

2009-2012
Desde 2012

## Eslóganes
- 2008-2015: Especialistas en series
- 2010-2012: Regaláte una sonrisa
- 2012: Las grandes series, mejor en grandes dosis
- 2013-presente: A mí que me pongan verde

## Audiencias
Evolución de la cuota de pantalla mensual, según las mediciones de audiencia elaborados en España por Kantar Media. Están en negrita y verde los meses en que fue líder de audiencia entre las cadenas temáticas de televisión digital (TDT).
|      | enero   | febrero | marzo | abril | mayo    | junio   | julio | agosto | septiembre | octubre | noviembre | diciembre | Media anual |
| ---- | ------- | ------- | ----- | ----- | ------- | ------- | ----- | ------ | ---------- | ------- | --------- | --------- | ----------- |
| 2008 | -       | 0,1%**  | 0,2%  | 0,2%  | 0,2%    | 0,2%    | 0,2%  | 0,2%   | 0,2%       | 0,2%    | 0,3%      | 0,3%      | 0,2%        |
| 2009 | 0,3%    | 0,3%    | 0,4%  | 0,4%  | 0,4%    | 0,5%    | 0,6%  | 0,7%   | 0,6%       | 0,7%    | 0,8%      | 0,8%      | 0,5%        |
| 2010 | 0,8%    | 0,8%    | 1,0%  | 1,2%  | 1,4%    | 1,5%    | 1,9%  | 2,1%   | 1,8%       | 1,9%    | 2,1%      | 2,1%      | 1,9%        |
| 2011 | 2,2%    | 2,3%    | 2,4%  | 2,3%  | 2,5%    | 2,6%    | 2,8%  | 3,0%   | 2,7%       | 2,7%    | 2,7%      | 2,7%      | 2,6%        |
| 2012 | 2,6%    | 2,6%    | 2,6%  | 2,6%  | 2,7%    | 3,0%    | 3,4%  | 3,2%   | 3,3%       | 3,0%    | 3,0%      | 3,2%      | 2,9%        |
| 2013 | 3,1%    | 2,9%    | 2,8%  | 2,8%  | 2,8%    | 2,9%    | 3,0%  | 3,1%   | 3,0%       | 2,8%    | 2,9%      | 3,1%      | 2,9%        |
| 2014 | 3,0%    | 2,9%    | 3,1%  | 3,0%  | 3,6%    | 3,6%    | 4,2%  | 4,5%*  | 3,7%       | 3,4%    | 3,7%      | 3,9%      | 3,5%        |
| 2015 | 3,8%    | 3,6%    | 3,5%  | 3,6%  | 3,6%    | 3,5%    | 3,8%  | 4,0%   | 3,6%       | 3,3%    | 3,1%      | 3,3%      | 3,6%        |
| 2016 | 3,1%    | 2,8%    | 3,0%  | 3,0%  | 3,1%    | 3,4%    | 3,5%  | 3,6%   | 3,4%       | 3,3%    | 3,3%      | 3,4%      | 3,2%        |
| 2017 | 3,2%    | 3,0%    | 2,9%  | 3,0%  | 3,1%    | 3,1%    | 3,4%  | 3,3%   | 3,0%       | 3,0%    | 3,3%      | 3,3%      | 3,1%        |
| 2018 | 3,2%    | 3,1%    | 2,9%  | 2,9%  | 2,8%    | 2,8%    | 3,2%  | 3,1%   | 2,9%       | 2,6%    | 2,7%      | 2,8%      | 2,9%        |
| 2019 | 2,6%    | 2,8%    | 2,7%  | 2,7%  | 2,9%    | 3,0%    | 3,1%  | 3,0%   | 2,8%       | 2,5%    | 2,5%      | 2,8%      | 2,8%        |
| 2020 | 2,7%    | 2,7%    | 2,4%  | 2,5%  | 2,4%*** | 2,7%*** | 2,9%  | 2,7%   | 2,5%       | 2,3%    | 2,5%***   | 2,6%      | 2,6%        |
| 2021 | 2,4%*** | 2,3%    | 2,3%  | 2,3%  | 2,4%    | 2,4%    | 2,6%  | 2,5%   | 2,5%       | 2,5%    | 2,5%      | 2,5%      | 2,4%***     |
| 2022 | 2,5%    | 2,7%    | 2,7%  | 2,7%  | 2,6%    | 2,7%    | 2,8%  | 2,7%   | 2,4%       | 2,3%    | 2,4%      | 2,3%      | 2,6%        |
| 2023 | 2,4%    | 2,5%    | 2,6%  | 2,5%  | 2,6%    | 2,5%    | 2,6%  | 2,7%   | 2,5%       | 2,5%    | 2,7%      | 2,8%      | 2,6%        |
| 2024 | 2,7%    | 2,8%    | 2,7%  | 2,6%  | 2,7%    | 2,5%    | 2,6%  | 2,8%   | 2,5%       | 2,3%    | 2,3%      | 2,4%      | 2,6%        |
| 2025 | 2,4%*** | 2,3%    | 2,3%  | 2,3%  | 2,3%    | 2,5%    | 2,8%  |        |            |         |           |           |             |

- Máximo histórico | ** Mínimo histórico | *** Colíder